# TradeEzi
TradeEzi es una empresa australiana de mercado en línea fundada en 2012,que ofrece presupuestos y comparaciones de precios para profesionales liberales. El sitio registra más de 50.000 negocios y los servicios ofertados por sus usuarios superan los 1.000 millones de dólares.

## Historia
TradeEzi fue fundada en 2012, cuando se lanzó la web TradeEzi.com.au. La empresa permite a sus usuarios detallar las obras del hogar a realizar y esta información se envía a los profesionales de la zona.
Cuando TradeEzi se lanzó en 2012 en Australia, se enfocaba a trabajos de fontanería y electricistas con el marketing orientado a anuncios en línea y SEO.
En 2013 la compañía lanza una aplicación para iPhone y al año siguiente para Android.
En 2014 TradeEzi añade la posibilidad de un directorio de profesionales, donde estos pueden publicar su perfil en la red, generándose un modelo de negocio basado en la suscripción para aparecer en el directorio. El mismo año la empresa empieza a emitir anuncios de radio y televisión.
En 2015 la compañía transfiere la mayoría de su infraestructura informática a la empresa Rackspace Cloud y añade la opción dejar análisis y recomendaciones a los usuarios.
A fecha de 2016 la base de datos de la empresa supera los 100.000 usuarios con más de 50.000 profesionales. El valor de los proyectos publicados supera los mil millones de dólares australianos. TradeEzi tiene 30 empleados, 10 de ellos en el departamento de soporte. En 2016 TradeEzi se asocia con el Adelaide Football Club y el North Sydney Junior Baseball Club.